# Quatre barré PR2 mixte aux Jeux paralympiques d'été de 2024
Navigation
Tokyo 2020
Les épreuves du Quatre barré PR2 mixte aux Jeux paralympiques d'été de 2024 se déroulent du 30 août au 1er septembre 2024 au stade nautique olympique de Vaires-sur-Marne, en France.

## Organisation

### Programme
| Date          | Heure       | Tour        |
| ------------- | ----------- | ----------- |
| 30 août       |             | Série 1     |
| 30 août       | Série 2     |             |
| 31 août       |             | Repêchage 1 |
| 31 août       | Repêchage 2 |             |
| 1er septembre |             | Finale B    |
| 1er septembre | Finale A    |             |

## Médaillées
| Or | Argent | Bronze                                                                                                 |
| Grande-Bretagne- Francesca Allen - Giedrė Rakauskaitė - Josh O'Brien - Ed Fuller - Erin Kennedy (barreur) | États-Unis- Skylar Dahl - Gemma Wollenschlaeger - Alex Flynn - Ben Washburne - Emelie Eldracher (barreur) | France- Candyce Chafa - Remy Taranto - Grégoire Bireau - Margot Boulet - Émilie Acquistapace (barreur) |

## Résultats détaillés

### Séries
| Rang | Couloir | Rameur | Pays            | Temps         | Notes  |
| ---- | ------- | --- | --------------- | ------------- | ------ |
| 1    |         | Francesca Allen Giedre Rakauskaite Josh O'Brien Ed Fuller Erin Kennedy (barreur)                                     | Grande-Bretagne | 6 min 43 s 68 | QA, WB |
| 2    |         | Susanne Lackner Valentin Luz Marc Lembeck Kathrin Marchand Inga Thoene (barreur)                                     | Allemagne       | 6 min 56 s 84 | QA     |
| 3    |         | Carolina Foresti Greta Elizabeth Muti Tommaso Schettino Marco Frank Enrico D'Aniello (barreur)                       | Italie          | 7 min 7 s 90  | R      |
| 4    |         | Wang Xixi Zeng Wanbin Wu Yunlong Jiang Lingtao Yu Li (barreur)                                                       | Chine           | 7 min 14 s 13 | R      |
| 5    |         | Josefa Benitez Guzman Veronica Rodriguez Pulido Saul Pena Puente Daniel Diaz Alcaide Leonor Garcia Serrano (barreur) | Espagne         | 7 min 45 s 53 | R      |

| Rang | Couloir | Rameur | Pays         | Temps         | Notes |
| ---- | ------- | --- | ------------ | ------------- | ----- |
| 1    |         | Skylar Dahl Gemma Wollenschlaeger Alex Flynn Ben Washburne Emelie Eldracher (barreur)                                | États-Unis   | 6 min 57 s 18 | QA    |
| 2    |         | Candyce Chafa Rémy Taranto Grégoire Bireau Margot Boulet Émilie Acquistapace (barreur)                               | France       | 7 min 2 s 13  | QA    |
| 3    |         | Susannah Lutze Alexandra Viney Tom Birtwhistle Tobiah Goffsassen Hannah Cowap (barreur)                              | Australie    | 7 min 2 s 74  | R     |
| 4    |         | Priscila Barreto de Souza Alina Dumas Gabriel Mendes de Souza Erik Matheus da Silva Lima Jucelino da Silva (barreur) | Brésil       | 7 min 37 s 16 | R     |
| 5    |         | Kang Hyounjoo Bae Jiin Choi Seonwoong Lee Seingho Seo Hakyung (barreur)                                              | Corée du Sud | 7 min 51 s 27 | R     |

### Repêchages
| Rang | Couloir | Rameur | Pays         | Temps         | Notes |
| ---- | ------- | --- | ------------ | ------------- | ----- |
| 1    |         | Susannah Lutze Alexandra Viney Tom Birtwhistle Tobiah Goffsassen Hannah Cowap (barreur)                              | Australie    | 6 min 55 s 46 | QA    |
| 2    |         | Carolina Foresti Greta Elizabeth Muti Tommaso Schettino Marco Frank Enrico D'Aniello (barreur)                       | Italie       | 6 min 57 s 28 | QA    |
| 3    |         | Wang Xixi Zeng Wanbin Wu Yunlong Jiang Lingtao Yu Li (barreur)                                                       | Chine        | 7 min 2 s 50  | QB    |
| 4    |         | Priscila Barreto de Souza Alina Dumas Gabriel Mendes de Souza Erik Matheus da Silva Lima Jucelino da Silva (barreur) | Brésil       | 7 min 8 s 77  | QB    |
| 5    |         | Kang Hyounjoo Bae Jiin Choi Seonwoong Lee Seingho Seo Hakyung (barreur)                                              | Corée du Sud | 7 min 30 s 93 | QB    |
| 6    |         | Josefa Benitez Guzman Veronica Rodriguez Pulido Saul Pena Puente Daniel Diaz Alcaide Leonor Garcia Serrano (barreur) | Espagne      | 7 min 36 s 41 | QB    |

### Finales
| Rang                                   | Couloir | Rameur                                                                                         | Pays            | Temps         | Notes |
| -------------------------------------- | ------- | ---------------------------------------------------------------------------------------------- | --------------- | ------------- | ----- |
| Médaille d'or, Jeux paralympiques      |         | Francesca Allen Giedre Rakauskaite Josh O'Brien Ed Fuller Erin Kennedy (barreur)               | Grande-Bretagne | 6 min 55 s 30 |       |
| Médaille d'argent, Jeux paralympiques  |         | Skylar Dahl Gemma Wollenschlaeger Alex Flynn Ben Washburne Emelie Eldracher (barreur)          | États-Unis      | 7 min 3 s 11  |       |
| Médaille de bronze, Jeux paralympiques |         | Candyce Chafa Rémy Taranto Grégoire Bireau Margot Boulet Émilie Acquistapace (barreur)         | France          | 7 min 3 s 11  |       |
| 4                                      |         | Susanne Lackner Valentin Luz Marc Lembeck Kathrin Marchand Inga Thoene (barreur)               | Allemagne       | 7 min 3 s 17  |       |
| 5                                      |         | Susannah Lutze Alexandra Viney Tom Birtwhistle Tobiah Goffsassen Hannah Cowap (barreur)        | Australie       | 7 min 14 s 78 |       |
| 6                                      |         | Carolina Foresti Greta Elizabeth Muti Tommaso Schettino Marco Frank Enrico D'Aniello (barreur) | Italie          | 7 min 15 s 63 |       |

| Rang | Couloir | Rameur | Pays         | Temps         | Notes |
| ---- | ------- | --- | ------------ | ------------- | ----- |
| 7    |         | Wang Xixi Zeng Wanbin Wu Yunlong Jiang Lingtao Yu Li (barreur)                                                       | Chine        | 7 min 25 s 01 |       |
| 8    |         | Priscila Barreto de Souza Alina Dumas Gabriel Mendes de Souza Erik Matheus da Silva Lima Jucelino da Silva (barreur) | Brésil       | 7 min 31 s 82 |       |
| 9    |         | Josefa Benitez Guzman Veronica Rodriguez Pulido Saul Pena Puente Daniel Diaz Alcaide Leonor Garcia Serrano (barreur) | Espagne      | 7 min 43 s 10 |       |
| 10   |         | Kang Hyounjoo Bae Jiin Choi Seonwoong Lee Seingho Seo Hakyung (barreur)                                              | Corée du Sud | 7 min 43 s 93 |       |